# Дубаи чоколада
Дубаи чоколада (арап. شوكولاتة دبي) је чоколада која садржи фил направљен од кадаифа и пистаћа. Креирао га је Emirati Fix Dessert Chocolatier у Дубаију, а популаризовали су га инфлуенсери на друштвеним мрежама, посебно TikTok-у током 2024.

## Опис
Дубаи чоколада је пуњена млечна чоколада. Фил је крем направљен од пистаћа помешаних са тахинијем и ситно исецканим кадајифом.  Фил варира по конзистенцији од фино млевених до пасте. 

## Експанзија
Како је производ стекао популарност, велики произвођачи попут Lindt-а почели су да га производе и продају као Дубаи Чоколаду. У Немачкој, увозник клона чоколаде Fix Dubai Chocolate издао је писмо о прекиду производње произвођачима Lindt, Aldi и Lidl јер се чоколада није производила у Дубаију.  Иако се географске ознаке у принципу могу заштитити према Женевском акту Лисабонског споразума, Уједињени Арапски Емирати нису потписали споразум.  Према већини правних стручњака, термин „Дубаи чоколада“ је већ генерички заштитни знак на тржишту ЕУ и не садржи никакву географску ознаку. 
У јануару 2025. немачки суд у Келну је одлучио да Aldi мора да престане да продаје свој производ под називом „Alyan Dubai Handmade Chocolate“ на основу тога што би могао да обмане потрошаче да је чоколада произведена у Дубаију, док се заправо производи у Турској.  У Великој Британији, популарност Lindt чоколаде била је таква да је уведено ограничење куповине од две чоколаде по купцу.

## Студије и алергени
Студија Министарства за заштиту потрошача Баден-Виртемберга тестирала је осам увезених узорака „Дубаи чоколаде“, пет из УАЕ и три из Турске. Утврђено је да је свих осам узорака сматрано „неисправним“. Пет од узоркованих производа садржало је друге масти осим какао путера, што није дозвољено у производима означеним као „чоколада“ у Немачкој. Студија је такође открила да је пет узорака „непогодно за конзумацију“ због контаминације у процесу производње. У три узорка су пронађени трагови недекларисаног сусама, обично као тахини. Скрининг је такође открио висок ниво токсина плесни (афлатоксина).  